# GSP 스타디움
더 판치프리안 짐나스틱 어소시에이션 스타디움(The Pancyprian Gymnastic Association Stadium)은 흔히 줄여서 GSP 스타디움 (GSP Stadium)이라 불리는 키프로스 니코시아에 위치한 축구 경기장이다. 22,859명을 수용할 수 있다. 1902년 개장했던 경기장을 1998년 다시 건설하여 1999년 다시 개장하였다. 이곳에서 열린 첫번째 경기는 1999년 10월 6일 APOEL과 오모니아의 친선 경기였으며, 결과는 3-3으로 무승부였다. 이 경기장은 현재 APOEL, 오모니아, 키프로스 축구 국가대표팀의 홈구장으로 이용되고 있다.

## 기록

### 2002년 FIFA 월드컵 유럽 지역 예선
| 날짜            | 팀 1     | 스코어 | 팀 2     | 라운드 |
| --------------- | -------- | ------ | -------- | ------ |
| 2000년 10월 7일 | 키프로스 | 0 - 4  | 네덜란드 | 2조    |
| 2001년 3월 24일 | 키프로스 | 0 - 4  | 아일랜드 | 2조    |